# تد موزبی
تئودور اویلین موزبی (به انگلیسی: Theodore Evelyn Mosby)، یکی از شخصیت‌های سریال آشنایی با مادر است که توسط نویسندگان سریال کریگ توماس و کارتر بیز خلق شده، جاش رادنر نقش او را بازی می‌کند.تد شخصیت اصلی سریال است و داستان حول زندگی او می‌گردد. ماجرا از زبان تد (با صدای دیوید سگت) در سال ۲۰۳۰ برای فرزندانش نقل می‌شود و او در هر قسمت به یکی از خاطراتش فلش بک می‌زند.شخصیت وی در سریال فردی احساساتی است  و هدف وی اشنا شدن با دختر رویاهایش است.

## شخصیت
تد موزبی در ۲۵ آوریل ۱۹۷۸ در «شیکر هایتز» در ایالت اوهایو به دنیا آمد. او از دانشگاه وسیلین در رشتهٔ معماری فارغ‌التحصیل شد. در وسیلین او کارگردان رادیو دانشکده بود و با نام مستعار «دکتر ایکس» در بارهٔ مسائل اجتماعی کلیدی کار می‌کرد. اما این کار بعدها باعث ناامیدی تد شد.